# Flachmoore von nationaler Bedeutung im Kanton Waadt
Hier sind die Flachmoore von nationaler Bedeutung im Kanton Waadt aufgelistet. Diese Waadtländer Flachmoore von nationaler Bedeutung sind in der Schweiz durch die Flachmoorverordnung des Bundes geschützt (französisch Ordonnance sur la protection des bas-marais d’importance nationale, italienisch Ordinanza sulla protezione delle paludi d’importanza nazionale). Die Verordnung stützt sich auf das Bundesgesetz vom 1. Juli 1966 über den Natur- und Heimatschutz.
Die aufgelisteten Flachmoore sind Teil des Bundesinventars der Flachmoore von nationaler Bedeutung. Die Europäische Umweltagentur (European Environment Agency) koordiniert die Daten der europäischen Mitglieder. Die inventarisierten Flachmoore von nationaler Bedeutung der Schweiz führen in der internationalen Datenbank den Code «CH04».

## Ziel
Ziel der Flachmoorverordnung sind der Schutz dieser Flachmoore, die Erhaltung und Förderung der standortheimischen Pflanzen- und Tierwelt und ihrer ökologischen Grundlagen sowie die Erhaltung der geomorphologischen Eigenart. Die Gebiete sind offiziell ausgewiesene Schutzgebiete in Natur- und Landschaftsschutz.

## IUCN-Kategorie
Die Flachmoore von nationaler Bedeutung in der Schweiz sind in der IUCN-Kategorie IV registriert. Diese umfasst Biotop- und Artenschutzgebiete mit einem Management, das ein gezieltes Monitoring und regelmässige Eingriffe zur Erhaltung des Schutzgebietes vorsieht, wie beispielsweise zur Verhinderung der Verbuschung und Verwaldung.

## Herkunft der Daten
Die Aufstellung entspricht der Liste im Anhang 1 zur Flachmoorverordnung des Bundes vom 7. September 1994, die am 1. Oktober 1994 in Kraft trat und zuletzt am 12. Mai 2021 aktualisiert wurde. Von dort stammen die Nummer des Objekts, die Angabe zur Fläche inklusive umliegender Pufferzonen, die Angabe zur Standortgemeinde und zum Jahr der Ausweisung sowie der Link zur Lokalisierung des Objekts auf der dynamischen Karte von Swisstopo und die Geokoordinaten, die auf der Basis der Schweizer Landeskoordinaten in einen internationalen Standard transformiert wurden. Von der Common Database on Designated Areas der Europäischen Umweltagentur (IUCN) stammen die Angaben zur IUCN-Kategorie und der CDDA-Sitecode mit dem Link zu deren Karte.

## Liste der Flachmoore von nationaler Bedeutung im Kanton Waadt
| Objekt (Swisstopo) | Gebietsname Lokalität                    | Standort- gemeinde(n)                             | CDDA- Sitecode    | Fläche in ha                  | Koordinate            | Jahr der Ausweisung    | Bild |
| ------------------ | ---------------------------------------- | ------------------------------------------------- | ----------------- | ----------------------------- | --------------------- | ---------------------- | --- |
| 500                | Pontet                                   | Le Chenit, Le Lieu                                | 168893            | 22,90                         | ⊙                     | 1994, 1996, 2017       | Bild gesucht BW |
| 501                | Lac Ter                                  | Le Lieu                                           | 168884            | 7,56                          | ⊙                     | 1994, 2017             | Bild gesucht BW |
| 502                | La Sagne du Séchey                       | Le Lieu                                           | 168881            | 6,90                          | ⊙                     | 1994, 2017             | Bild gesucht BW |
| 503                | La Thomassette                           | Le Chenit                                         | 168920            | 1,43                          | ⊙                     | 1994, 2017             | Bild gesucht BW |
| 504                | Tourbière de Derrière la Côte, sud-ouest | Le Chenit                                         | 168918            | 2,16                          | ⊙                     | 1994, 2017             | Bild gesucht BW |
| 505                | Tourbière de Derrière la Côte, sud-est   | Le Chenit                                         | 168913            | 5,11                          | ⊙                     | 1994, 1996, 2017       | Bild gesucht BW |
| 506                | Chez le Poisson                          | L’Abbaye, Le Chenit                               | 168903            | 52,74                         | ⊙                     | 1994, 1996, 2017       | |
| 507                | Le Brassus                               | Le Chenit                                         | 168915            | 109,80                        | ⊙                     | 1994, 1996, 2017       | |
| 508                | La Burtignière                           | Le Chenit                                         | 168933            | 75,10                         | ⊙                     | 1994, 1996, 2017       | |
| 633                | Le Paudex                                | Ballens, Yens                                     | 168957            | 5,52                          | ⊙                     | 1994                   | Bild gesucht |
| 645                | Grèves du lac                            | VD: Cudrefin, Vully-les-Lacs FR: Delley-Portalban | 347749            | 148,56 (VD: 130,73 FR: 17,83) | ⊙                     | 1994, 2001             | |
| 647                | Grèves du lac                            | VD: Chevroux FR: Delley-Portalban, Gletterens     | 347741            | 196,98 (VD: 94,55 FR: 102,43) | ⊙                     | 1998, 2001             | Bild gesucht |
| 649                | Grèves du lac                            | VD: Chevroux FR: Estavayer                        | 168551            | 20,91 (VD: 13,17 FR: 7,74)    | ⊙                     | 1994                   | Bild gesucht |
| 655                | Les Grèves                               | Cudrefin                                          | 168535            | 65,71                         | ⊙                     | 1998                   | Bild gesucht |
| 1101               | Pré Bernard                              | Chavorney                                         | 168844            | 8,79                          | ⊙                     | 1994, 2017             | Bild gesucht BW |
| 1110               | Grèves du lac                            | Cheseaux-Noréaz, Yverdon-les-Bains                | 347746            | 79,77                         | ⊙                     | 1994                   | Bild gesucht BW |
| 1111               | Grèves du lac                            | Yvonand                                           | 347747            | 17,10                         | ⊙                     | 1994                   | Bild gesucht |
| 1112               | Grèves du lac                            | VD: Yvonand FR: Cheyres-Châbles                   | 347757            | 24,10 (VD: 9,16 FR: 14,94)    | ⊙                     | 1994, 1996             | Bild gesucht |
| 1123               | Marais de la Trélasse                    | Gingins, Saint-Cergue                             | 555597072         | 4,13                          | ⊙                     | 2017                   | Bild gesucht BW |
| 1291               | Champ-Buet                               | Bettens, Bournens                                 | 168907            | 6,89                          | ⊙                     | 1994                   | Bild gesucht BW |
| 1330               | Les Preises                              | Ormont-Dessous                                    | 149360            | 5,86                          | ⊙                     | 1994, 2017             | Bild gesucht |
| 1345               | Les Nicolets                             | Ormont-Dessous                                    | 149359            | 5,15                          | ⊙                     | 1994                   | Bild gesucht |
| 1348               | Marais d’Ensex                           | Ollon                                             | 149364            | 13,38                         | ⊙                     | 1994, 1996, 2017       | Bild gesucht |
| 1356               | Les Verneys                              | Gryon                                             | 149369            | 4,24                          | ⊙                     | 1998, 2017             | Bild gesucht |
| 1378               | La Muraz                                 | Noville                                           | 149338            | 17,36                         | ⊙                     | 1994, 1996, 2017       | Bild gesucht |
| 1379               | Les Saviez                               | Noville                                           | 149343            | 4,89                          | ⊙                     | 1994, 1996, 2004, 2017 | Bild gesucht |
| 1380               | L’Aulagniez                              | Noville                                           | 149347            | 7,36                          | ⊙                     | 1994, 1996, 2017       | Bild gesucht |
| 1381               | Clos Montet                              | Noville                                           | 149345            | 1,10                          | ⊙                     | 1998, 2017             | Bild gesucht |
| 1382               | Gros Brasset                             | Noville                                           | 149340            | 48,43                         | ⊙                     | 1994, 1996, 2017       | Bild gesucht |
| 1400               | Les Mosses de la Rogivue                 | VD: Maracon FR: Saint-Martin                      | 168934            | 10,39 (VD: 9,04 FR: 1,35)     | ⊙                     | 1994, 1996, 2017       | Bild gesucht |
| 1421               | Les Tenasses                             | Blonay, Saint-Légier-La Chiésaz                   | 169002            | 13,03                         | ⊙                     | 1994, 2017             | Bild gesucht |
| 1424               | Les Chapelles                            | Rougemont                                         | 168963            | 8,18                          | ⊙                     | 1994, 2017             | Bild gesucht |
| 1425               | Fessu Derrière                           | VD: Rougemont FR: Val-de-Charmey                  | 168960            | 21,87 (VD: 3,06 FR:18,81)     | ⊙                     | 1994, 2017             | Bild gesucht |
| 1429               | Les Roseys                               | Rougemont                                         | 168969            | 7,87                          | ⊙                     | 1994, 2017             | Bild gesucht |
| 1442               | La Manche                                | Rougemont                                         | 168990            | 22,12                         | ⊙                     | 1994, 2017             | Bild gesucht |
| 1444               | Ciernes Picat                            | Château-d'Oex, Rougemont                          | 168993            | 18,50                         | ⊙                     | 1994, 2017             | Bild gesucht |
| 1445               | Les Cases                                | Rougemont                                         | 168986            | 7,31                          | ⊙                     | 1994, 2017             | Bild gesucht |
| 1446               | Vers Champ                               | Rougemont                                         | 168982            | 11,13                         | ⊙                     | 1994, 2017             | Bild gesucht |
| 1463               | Marais de la Tropaz                      | Chéserex                                          | 555597084         | 2,93                          | ⊙                     | 2017                   | Bild gesucht |
| 1465               | Le Bucley                                | La Rippe                                          | 149342            | 3,77                          | ⊙                     | 1994, 2007, 2017       | Bild gesucht |
| 1467               | Grand Bataillard                         | Chavannes-de-Bogis                                | 149361            | 9,91                          | ⊙                     | 1994                   | Bild gesucht |
| 1483               | Les Cruilles                             | Le Lieu                                           | 168878            | 8,56                          | ⊙                     | 1994, 2017             | Bild gesucht |
| 1484               | Lac Brenet                               | L’Abbaye, Le Lieu                                 | 168868            | 10,40                         | ⊙                     | 2017                   | Bild gesucht |
| 1486               | Sèche de Gimel                           | Le Chenit                                         | 168949            | 12,57                         | ⊙                     | 1994, 1996             | Bild gesucht |
| 1489               | Creux du Croue                           | Arzier-Le Muids                                   | 168999            | 7,81                          | ⊙                     | 1994, 1996             | Bild gesucht |
| 1495               | Cua Boussan                              | Burtigny                                          | 149268            | 2,84                          | ⊙                     | 1994, 2017             | Bild gesucht |
| 1496               | Marais de Bercher                        | Burtigny                                          | 149267            | 4,45                          | ⊙                     | 1994, 1996, 2017       | Bild gesucht |
| 1562               | Col des Mosses                           | Château-d'Oex, Ormont-Dessous                     | 149312            | 93,37                         | ⊙                     | 1998, 2001, 2017       | Bild gesucht |
| 1563               | Tourbière à l’ouest de la Lécherette     | Château-d'Oex                                     | 149308            | 22,36                         | ⊙                     | 1994, 1998, 2017       | Bild gesucht Die Wikipedia wünscht sich an dieser Stelle ein Bild vom hier behandelten Ort. Falls du dabei helfen möchtest, erklärt die Anleitung , wie das geht. BW |
| 1566               | Communs des Mosses, est de la route      | Château-d'Oex, Ormont-Dessous                     | 149305            | 87,45                         | ⊙                     | 1998, 2017             | Bild gesucht |
| 1567               | La Mossette                              | Château-d'Oex                                     | 149309            | 8,64                          | ⊙                     | 1998, 2017             | Bild gesucht |
| 1569               | Corne du Soere                           | Château-d'Oex, Ormont-Dessous                     | 149311            | 24,06                         | ⊙                     | 1998. 2017             | Bild gesucht |
| 1570               | Grandes Charbonnières                    | Ormont-Dessous                                    | 149332            | 6,10                          | ⊙                     | 1994, 2017             | Bild gesucht |
| 1571               | Anteinettes d’en Haut                    | Château-d'Oes                                     | 149318            | 15,53                         | ⊙                     | 1994, 2017             | Bild gesucht |
| 1573               | Sonna                                    | Ormont-Dessous                                    | 149334            | 26,14                         | ⊙                     | 1998, 2017             | Bild gesucht |
| 1574               | Fonds de l’Hongrin                       | Ormont-Dessous                                    | 149331            | 20,64                         | ⊙                     | 1994, 1998, 2017       | Bild gesucht |
| 1576               | Tourbière de Pra Cornet                  | Château-d'Oex                                     | 149326            | 9,21                          | ⊙                     | 1994, 1998, 2017       | Bild gesucht |
| 1582               | Pâquier Mottier                          | Château-d'Oex                                     | 149328            | 7,31                          | ⊙                     | 1994, 2017             | Bild gesucht |
| 1585               | Planzalard                               | Ormont-Dessous                                    | 149352            | 5,29                          | ⊙                     | 1994, 2017             | Bild gesucht |
| 1587               | Les Rouvenes                             | Leysin, Ormont-Dessous                            | 149356            | 4,98                          | ⊙                     | 1994, 2017             | Bild gesucht |
| 1593               | Retaud                                   | Ormont-Dessus                                     | 149355            | 4,33                          | ⊙                     | 1994, 2017             | Bild gesucht |
| 1606               | Monts Chevreuils                         | Château-d'Oex                                     | 149295            | 25,25                         | ⊙                     | 1994, 1998, 2017       | Bild gesucht |
| 1608               | Tourbière sous les Plans-Les Tésailles   | Château-d'Oex                                     | 149291            | 68,14                         | ⊙                     | 1994, 1998, 2017       | Bild gesucht |
| 1618               | Les Moilles                              | Ormont-Dessus                                     | 149354            | 36,17                         | ⊙                     | 1994, 2017             | Bild gesucht |
| 2031               | Vers le Marais                           | Bex                                               | 149376            | 3,27                          | ⊙                     | 1994, 2017             | Bild gesucht |
| 3690               | Mouille de la Vraconnaz                  | Sainte-Croix                                      | 168694            | 21,86                         | ⊙                     | 1994, 2017             | Bild gesucht |
| 3691               | Mouille des Creux                        | Sainte-Croix                                      | 168719            | 2,79                          | ⊙                     | 1994, 2017             | Bild gesucht |
| 67                 | Objekte insgesamt                        | Objekte insgesamt                                 | Objekte insgesamt | 1'646,46                      | ha gesamte Moorfläche | ha gesamte Moorfläche  | ha gesamte Moorfläche |